# 23 Orionis
Désignations
23 Ori A : HD 35149, HIP 25142, BD+03°871, SAO 112697

23 Orionis (en abrégé 23 Ori), également désignée m Orionis, est une étoile double de cinquième magnitude de la constellation d'Orion. En 2019, ses deux étoiles avaient une séparation angulaire de 32 secondes d'arc et étaient disposées selon un angle de position de 29°. D'après Eggleton et Tokovinine (2008), elles ne forment qu'une double purement optique, tandis que d'après Howe et Clarke (2009), il s'agit d'une véritable étoile binaire très large avec une séparation projetée de 9 460 ua. La paire est membre du sous-groupe Ori OB1b de l'association OB1 d'Orion.
L'étoile la plus brillante, désignée 23 Orionis A, est visible à l'œil nu avec une magnitude apparente de 4,95. D'après Chini (2012), il s'agit d'une binaire spectroscopique à raies doubles. Sa composante visible est une étoile bleu-blanc de la séquence principale de type spectral B1V. On estime qu'elle est 12,5 fois plus massive que le Soleil et qu'elle est âgée d'environ 15 millions d'années. Le rayon de l'étoile est sept fois plus grand que le rayon solaire, elle est plus de 26 500 fois plus lumineuse que le Soleil et sa température de surface est de 25 400 K. Elle tourne rapidement sur elle-même à une vitesse de rotation projetée de 350 km/s.
La composante secondaire, 23 Orionis B, est une autre étoile bleu-blanc de la séquence principale de type spectral B3V et de magnitude 6,76. On estime qu'elle est 6,6 fois plus massive que le Soleil et qu'elle est âgée d'environ 23 millions d'années. Le rayon de l'étoile est 4,7 fois plus grand que le rayon solaire, elle est environ 1 600 fois plus lumineuse que le Soleil et sa température de surface est de 18 700 K. Elle tourne également rapidement sur elle-même, à une vitesse de rotation projetée de 370 km/s.